# Chér (album, 1971)
Chér je sedmé studiové album zpěvačky a herečky Cher, vydané v září roku 1971 u MCA Records.

## O Albu
Po komerčním propadu předchozích desek, Cher podepsala v roce 1971 kontrakt se společností Kapp-MCA.
Pro toto album Cher opustila svého manžela Sonnyho Bona coby producenta a poprvé spolupracovala se Snuffem Garrettem a Alem Cappsem, který se postaral o oranžmá. Johnny Musso z Kapp Records se domníval, že spolupráce Cher s Garrettem bude dobře fungovat a rozhodl se je proto toto album spojit. Tentokrát byl Garrett povolán aby vytvořil pro Cher nový zvuk pro její první comeback na hudební scénu. Album bylo původně vydané pod názvem Chér, ale po obrovském úspěchu pilotního singlu Gypsys, Tramps & Thieves se později vydávalo pod stejným názvem.
První stopa alba je "The Way of Love", coververze od Kathy Kirby. Další coververze jsou "Fire And Rain" a "He Ain't Heavy, He's My Brother". během nahrávání vznikly další tři skladby, které se na finální desce neobjevily. Jsou to písně "Classified 1-A", "Don't Put It on Me" a "Gentle Foe". První dvě byly přidány na anglickou verzi alba jako bonusové skladby. Obě vyšly v Americe na singlu. "Classified 1-A" se v roce 2000 objevila rovněž jako bonusová skladba na albu Not.com.mercial. "Gentle Foe" byla zase v roce 1971 použita na soundtracku pro dokument Once upon a Wheel, stále ale zůstává nevydaná.
Deska sklízela pochvalné recenze.
Album Chér debutovalo na konci září 1971 v americkém Billboard 200 na 194. místě. Později se umístilo na 16. místě. 2. července 1972 získala v Americe zlatou desku za milión prodaných kopií (dnes se zlatá deska uděluje už za 500 tisíc prodaných kopií). I v Kanadě bylo hitem, vystoupalo zde na 14. místo. Dále se umístilo v Norsku (21. místo) nebo v Austrálii (43. místo). Nedostalo se však vůbec do anglické hitparády. Chér se stala její doposud nejúspěšnější deskou a jedna z jejích nejúspěšnějších vůbec.
Albu prospěla i zrovna běžící The Sonny & Cher Comedy Hour, která měla poprvé premiéru v srpnu roku 1971. Show zároveň ukazovala novou image Cher, která se z image hippie přesunula k módnímu návrháři Bobu Mackiemu, který podtrhl její exotickou vizáž a vytvořil z Cher jednu z největších módních ikon a elegantních žen 70. let.
V roce 1992 bylo album poprvé vydáno na kompaktním disku. V srpnu 1999 vyšla reedice alba u společnosti Universal. V Anglii bylo vydáno v roce 1993 společně s následujícím albem Foxy Lady.

### Singly
Z alba byly vydány dva komerční singly. První "Gypsys, Tramps & Thieves" se dostal na 1. místo v americkém žebříčku Billboard Hot 100. Byl to Cher dosavadní největší hit. Prvotiny dosáhl také v Kanadě nebo v Japonsku. Singl byl podpořen vystoupením v The Sonny & Cher Comedy Hour, představující Cher jako cikánku s velkou černou parukou, zpívající před karavanem. Skladba byla nominována na cenu Grammy v kategorii Nejlepší ženský popový výkon. Druhým a posledním singlem byla skladba "The Way of Love", o které Cher o mnoho let později prohlásila, že se jedná o její nejoblíbenější singl z první poloviny sedmdesátých let. Singl se stal velkým hitem, obsadil 7. místo v Americe a 5. v Kanadě. Obě skladby v budoucnu hojně zaznívaly na koncertních turné.

## Seznam skladeb
| Pořadí | Název                                            | Autor                       | Délka |
| ------ | ------------------------------------------------ | --------------------------- | ----- |
| 1.     | The Way of Love                                  | Al Stillman, Jacques Dieval | 2:30  |
| 2.     | Gypsys, Tramps & Thieves                         | Bob Stone                   | 2:35  |
| 3.     | He'll Never Know                                 | Harry Lloyd, Gloria Sklerov | 3:27  |
| 4.     | Fire And Rain                                    | James Taylor                | 2:59  |
| 5.     | When You Find out Where You're Goin' Let Me Know | Linda Laurie                | 2:18  |
| 6.     | He Ain't Heavy, He's My Brother                  | Bob Russell, Bobby Scott    | 3:30  |
| 7.     | I Hate to Sleep Alone                            | Peggy Clinger               | 2:28  |
| 8.     | I'm in the Middle                                | Billy Gale                  | 2:45  |
| 9.     | Touch And Go                                     | Jerry Fuller                | 2:01  |
| 10.    | One Honest Man                                   | Ginger Greco                | 2:24  |

## Umístění
| Umístění (1971) | Pozice |
| --------------- | ------ |
| Kanada          | 14     |
| USA             | 16     |
| Norsko          | 21     |
| Austrálie       | 43     |